# Elizabeth Robins
Elizabeth Robins   (Louisville, 6 d'agost de 1862 - Brighton, 8 de maig de 1952) va ser una actriu, dramaturga, novel·lista i sufragista. La seva trajectòria com a actriu està molt lligada a les obres de Henrik Ibsen, especialment a l'obra Hedda Gabler, ja que va ser la primera a representar-la a Londres. És l'autora de l'obra de teatre Votes for Women (1907) i de la novel·la The Magnetic North (1904). També va escriure amb el nom de ploma C. E. Raymond.

## Biografia

### Joventut
Elizabeth Robins va néixer a Louisville, Kentucky, el 6 d'agost de 1862. Va ser la primera filla de Charles Ephraim Robins (1832-1839) i de la cantant d'òpera Hannah Maria Crow (1836-1901), que després de la mort del seu fill més jove, Bejamin, va ser internada a un hospital mental.
Un cop finalitzada la Guerra Civil, la família va anar a viure a Staten Island, Nova York. L'any 1872, Elizabeth Robins va començar a estudiar a l'escola Putnam Female Seminary (Ohio), on va fer les seves primeres actuacions. Més endavant, va estudiar medicina al Vassar College, però l'any 1880 va decidir deixar-ho per poder complir el seu somni de ser actriu.
El 1883 va començar a treballar al Boston Museum Theater on va conèixer a l'actor George Richmond Parks, amb qui es va casar l'any 1885. Tanmateix, dos anys després de casar-se George Richmond, que va tenir molts problemes per trobar papers per ell, va morir ofegat al riu Charles, Boston. Abans de llençar-se al riu amb una armadura d'attrezzo, li va deixar a Robins una nota de suïcidi on va escriure que mai més s'interposaria entre la llum i ella.

### Trajectòria com a actriu
Tot i que anteriorment ja havia tingut molt èxit, la carrera com a actriu d'Elizabeth Robins va fer un gir significatiu quan es va traslladar a Londres l'any 1888. Allà va produir i protagonitzar les obres de Henrik Ibsen, la majoria de les quals encara no havien estat representades als teatres de Londres. Destaca especialment la seva actuació a Hedda Gabler l'any 1891, obra que va produir juntament amb l'actriu americana Marion Lea. Les dues actrius ja havien compartit escenari l'any anterior, a la representació d'una de les obres d'Ibsen més conegudes: Casa de nines.
Més endavant, va treballar juntament amb el traductor d'Ibsen, William Archer, per representar les obres de l'escriptor noruec. Als teatres de Londres el personatge d'Hedda Gabler va quedar inevitablement lligat a Elizabeth Robins. I, de fet, ella mateixa escriurà que la seva vida es dividia en abans i després d'Hedda.

### Trajectòria com a escriptora
La seva carrera com a escriptora va estar profundament marcada pel viatge a Alaska que va fer l'any 1900 per tal de buscar el seu germà Raymond Robins, que havia desaparegut en una expedició. A partir del viatge, Robins va publicar nombrosos relats i articles, així com el diari The Alaska-Klondike Diary of Elizabeth Robins i les novel·les The Magnetic North (1904) i Come and Find me (1908). Anteriorment, ja havia publicat novel·les amb el pseudònim C. E. Raymond. I juntament amb Florence Bell, l'any 1893 havia publicat la polèmica obra de teatre Alan’s Wife (1893), que és protagonitzada per una dona que mata el seu fill. La seva fama com a actriu li va permetre formar part dels cercles artístics i culturals més importants de Londres, així com establir amistat amb escriptors i intel·lectuals com Bernard Shaw- qui li va proposar matrimoni-, Henry James o Virginia Woolf.
La seva escriptura sempre va estar molt marcada pel seu activisme i per la crítica social i, en aquest sentit, destaca especialment la novel·la The Convert (1907), així com l'assaig  Ancilla’s Share: An Indictment of Sex Antagonism (1924). Totes dues obres són una crítica contra la desigualtat i el poder abusiu dels homes. A, The Convert, per exemple, la protagonista, una sufragista militant, serà obligada a avortar pel seu amant, que tem que l'embaràs interfereixi en la seva carrera política.

### Activisme pels drets de les dones
La seva experiència com a actriu en un ambient molt masculí, va fer que Robins s'interessés molt activament per la lluita pel sufragi femení i la política. En un primer moment, va ser membre de la National Union of Women's Suffrage Societies, però de seguida va passar a formar part de la Women’s Social and Political Union. Allà Emmeline Pethik-Lawrence va encarregar-li articles per la revista Votes for Women, així com li va demanar que escrivís l'obra de teatre amb el mateix títol i en la qual es basarà la novel·la The Convert. Votes for Women es considera el drama sufragista més ambiciós i llarg. Destaca especialment el míting sufragista del segon acte, que reprodueix discursos reals. A més, l'obra està estretament relacionada amb el concepte de "New Woman", ja que presenta a uns personatges que eviten els rols tradicionals.
D’aquesta manera, Robins va utilitzar la seva habilitat per l'escriptura i l'oratòria, així com la seva ja consolidada fama, per exposar les idees del moviment sufragista. A partir de l'any 1908 també va formar part de la Women Writers Suffrage League, així com de la Actresses' Franchise League.
A més de lluitar pel dret al vot de les dones, Robins també va participar juntament amb Octavia Wilberforce en nombroses campanyes per millorar les condicions sanitàries per les dones. Durant la Segona Guerra Mundial, per exemple, va ajudar la Louisa Martindale a aconseguir un hospital només per dones, el New Sussex Hospital for Women de Brighton. I, de fet, va ser ella qui va aconseguir reunir els diners perquè Octavia Wilberforce pogués estudiar medicina. Més endavant, Wilberforce es convertiria en una de les doctores de l'hospital per dones de Brighton.
Quan es va aconseguir el sufragi femení, Robins també va defensar el dret de les dones a entrar a la Cambra dels Lords. I, a partir de 1920, va participar activament a la revista feminista Time and Tide.

### Últims anys
Durant la Segona Guerra Mundial, Elizabeth Robins va anar a viure als Estats Units. Tanmateix, va tornar a Anglaterra quan tenia vuitanta-vuit anys per tal de poder viure a Brighton amb l'Octavia Wilberforce, amb la qual va mantenir una relació molt intensa. D’acord amb la seva correspondència però, es tractava d'una relació platònica. Robins va morir a Brighton el dia 8 de maig de 1952, amb vuitanta-nou anys.

## Obra

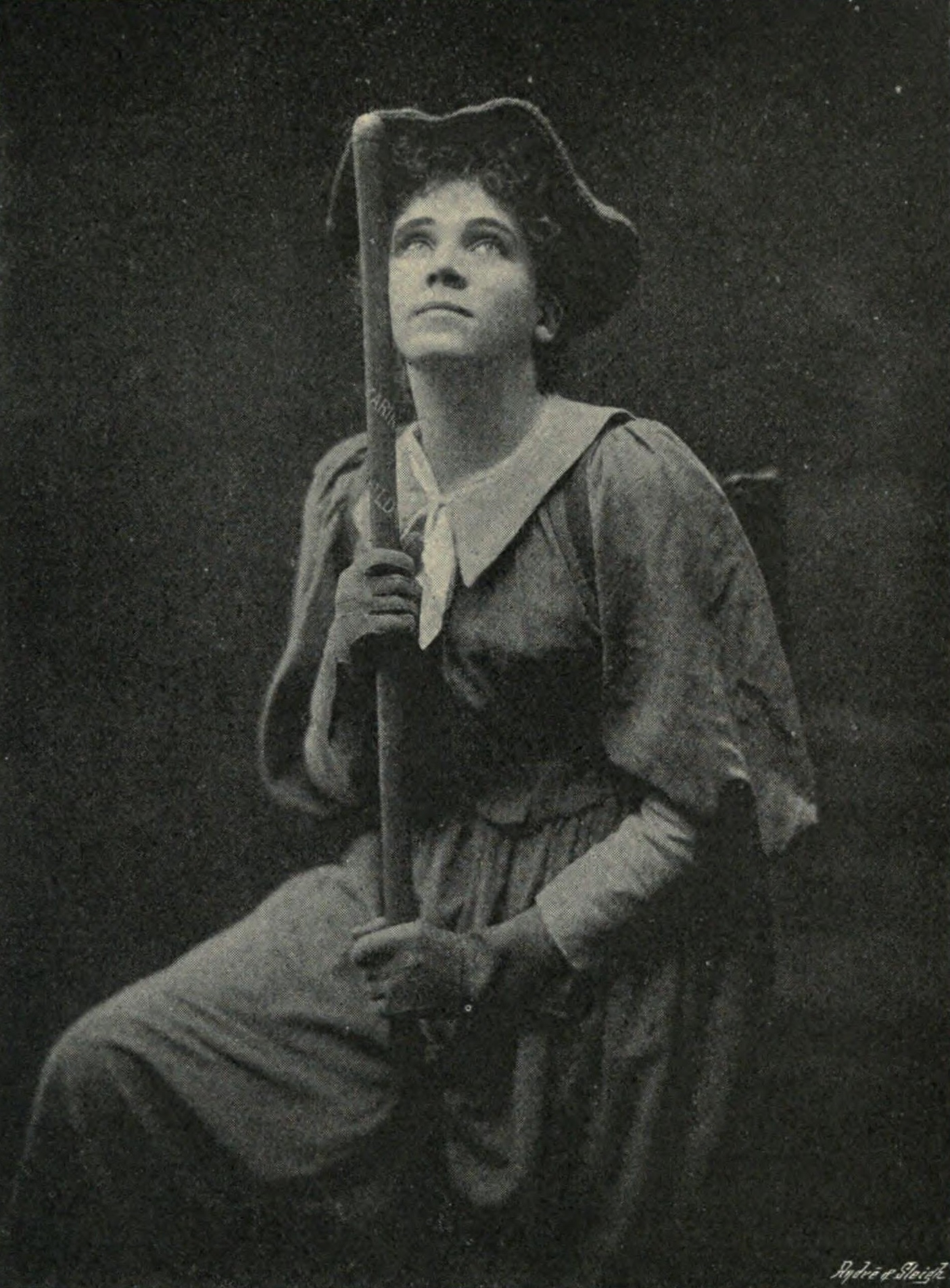
Elizabeth Robins, fotografia de Hayman Seleg Mendelssohn

### Obres de teatre
- Alan's Wife, 1893, obra anònima escrita juntament amb Florence Bell[6]
- Votes for Women, 1907[8]

### Novel·les
- George Mandeville's Husband ,1894 (publicada amb el nom de ploma C. E. Raimond)
- The New Moon, 1895 (com a C. E. Raimond)
- Below the Salt, 1896 (com a C. E. Raimond)
- The Open Question, 1898 (com a C. E. Raimond)
- The Magnetic North, 1904
- A Dark Lantern, 1905
- The Convert, 1907[7]
- Under the Southern Cross, 1907
- Come and Find Me, 1908
- The Mills of the Gods, 1908
- The Florentine Frame, 1909
- My Little Sister, 1913 (també coneguda pel títol Where Are You Going To?)
- Camilla, 1918
- The Messenger, 1919
- Time is Whispering, 1923
- Ancilla's Share: An Indictment of Sex Antagonism, 1924
- The Secret That Was Kept, 1926
- Both Sides of the Curtain, 1940

### Antologies de relats
- The Fatal Gift of Beauty and Other Stories, 1896
- The Mills of the Gods and Other Stories, 1920

### Llibres de no ficció
- The Alaska Klondike Diary of Elizabeth Robins, 1900
- Way Stations, 1913
- Raymond and I, 1956